# Lucas Jansz Sinckbrug
De Lucas Jansz Sinckbrug (brug nr. 36) is een brug in Amsterdam-Centrum in de grachtengordel.
Ze is gelegen in de westelijke kade van de Amstel en overspant daarbij de Keizersgracht. Ze is daarmee de laatste brug over de Keizersgracht, die hier eindigt. Aan de overkant van de Amstel werd de Nieuwe Keizersgracht gegraven, die begint eveneens met een brug, de Dirk van Nimwegenbrug (brug 241). Brug 36, sinds 1995 een gemeentelijk monument, wordt omringd door gemeentelijke en rijksmonumenten.
Er ligt hier al eeuwen een brug. Daniël Stalpaert, stadsarchitect, tekende al een brug in zijn plattegrond van 1662, maar bebouwing ontbreekt dan nog in het geheel, het is meer een stratenplan. Echter ook Jacob Bosch en Frederick de Wit tekenden de brug in op hun kaarten van 1679 (laat vijf doorvaarten zien) en 1688 over de Keijsers Graft. De huidige brug dateert uit 1769, aldus een ingemetselde steen in de noordelijke kademuur aan de Amstel. De stenen welfbrug heeft drie overspanningen. De brug is vernoemd naar de landmeter Lucas Jansz Sinck. Deze was tezamen met Hendrick Jacobsz. Staets, Frans Oetgens en Hendrick de Keyser verantwoordelijk voor de voorbereiding en uitvoering van de derde Uitleg van de grachtengordel. Zij kregen ook bruggen naar hun vernoemd over respectievelijk de Herengracht, Prinsengracht en Achtergracht op het punt van kruising met de Amstel. De brug 36 moest wel regelmatig aangepast worden aan de eisen van het moderne verkeer, met name door de toegenomen zwaarte en wieldruk van de voertuigen. Ze is in 1977 nog grondig aangepakt met vernieuwing van fundering en boogconstructie.

De brug op de kaart uit 1679
Close-up van het bakstenen brugdek, met links de Keizersgracht en rechts de Amstel (2023)

1 · 2 · 3 · 4 · 5 · 6 · 7 · 8 · 9 · 10 · 11 · 12 · 13 · 14 · 15 · 16 · 17 · 18 · 19 · 20 · 21 · 22 · 23 · 24 · 25 · 26 · 27 · 28 · 29 · 30 · 31 · 32 · 34 · 35 · 36 · 37 · 38 · 39 · 40 · 41 · 42 · 43 · 44 · 45 · 46 · 47 · 48 · 49 · 50 · 51 · 52 · 53 · 54 · 55 · 56 · 57 · 58 · 59 · 60 · 61 · 62 · 63 · 64 · 65 · 66 · 67 · 68 · 69 · 70 · 71 · 72 · 73 · 74 · 75 · 76 · 77 · 78 · 79 · 80 · 81 · 82 · 84 · 85 · 86 · 87 · 88 · 89 · 90 · 91 · 92 · 93 · 94 · 95 · 96 · 97 · 98 · 99 · >>>
Brugnummers 33 en 83 zijn niet (meer) vergeven